# Tech psytrance
Tech psytrance (znany również jako psychedelic techtrance, minimal psytrance, progressive psytrance lub psytekk) – gatunek muzyki łączący w sobie elementy psychedelic trance, minimal techno. W porównaniu do innych odmian psytrance charakteryzuje się bardziej minimalistycznym brzmieniem, mniejszym tempem i większą rolą efektów dźwiękowych w utworze.